# Station De Punt
Station De Punt is een voormalig spoorwegstation aan Staatslijn C tussen Meppel en Groningen.
Het station van De Punt lag in het dorpje Glimmen net over de grens in de provincie Groningen tussen de huidige stations van Assen en Haren en was geopend voor personenvervoer van 1 mei 1870 tot 15 mei 1936. In 1908 werd een extra spoor aangelegd voor het goederenverkeer, dat doorging tot 1967. Het stationsgebouw stamde uit 1868 en is in 1970 gesloopt. De locatie van het station is bekend geworden vanaf 23 mei 1977 door de treinkaping bij De Punt. Hierbij werd een treinstel van type Mat '54 gekaapt.
0,0: Meppel ·
4,6: Ruinerwold ·
8,4: Koekange ·
14,5: Echten ·
19,8: Hoogeveen ·
29,4: Wijster ·
33,7: Beilen ·
37,8: Oranjekanaal ·
40,5: Hooghalen ·
49,3: Assen ·
56,3: Oudemolen ·
60,1: Vries-Zuidlaren ·
66,4: De Punt ·
71,2: Haren ·
74,2: Groningen Europapark ·
76,9: Groningen